# 2人のローマ教皇
『2人のローマ教皇』（ふたりのローマきょうこう、英語原題:The Two Popes）は、2019年の英米伊亜合作のコメディドラマ映画。監督はフェルナンド・メイレレス。主演はアンソニー・ホプキンスとジョナサン・プライス。

## あらすじ
2012年にバチカンの壁で起きたホルヘ・マリオ・ベルゴリオ枢機卿（後の第266代教皇フランシスコ）と教皇ベネディクト16世の対話を描く。
2005年4月、教皇ヨハネ・パウロ2世が死去。ホルヘ・マリオ・ベルゴリオ枢機卿は、新しい教皇選出の為にバチカンに召集される。コンクラーベにより、ドイツのヨーゼフ・ラッツィンガー枢機卿（ベネディクト16世）が教皇に選出される。ベルゴリオは2番目に高い投票数を獲得する。 7年後、カトリック教会はバチカンのバチリークス・スキャンダルに巻き込まれ、ベネディクト16世はその隠蔽に一定の役割を果たしたとして公に非難を浴び、その在位期間に汚点を残すこととなった。
2012年、ベルゴリオは枢機卿辞任を願い出たが、教皇ベネディクト16世からの返答はなかった。ベルゴリオは自分の辞表を教皇に手渡すためローマ行きのチケットを手配する。その直後、バチカンへ来るようにとの返信を受け取る。ベルゴリオと教皇ベネディクトは、教皇の別荘であるカステルガンドルフォ宮殿で会う。2人は神と教会の役割について議論する。ベネディクトはベルゴリオの辞任を拒否し、辞任する事が世間には教会への批判と映り、カトリック教会を弱体化させると告げる。ベネディクトとベルゴリオは違いを脇に置いて非公式に対話をし徐々に熱心になっていく。ベネディクトは司祭職に至った経緯を語り、彼の個人的な関心について話した。ベルゴリオは、彼の若い頃の人生と司祭職への道を語る。彼は婚約を解消しイエズス会に入会した。2人はベネディクトのお気に入りのテレビ番組、コムミサール・レックスを見る。ベルゴリオの辞任に関する議論がさらに遅れる。
翌日、2人はヘリコプターでバチカンに向かう。その間、ベネディクトはベルゴリオの辞任について議論することを再び避けた。ベネディクトはシスティーナ礼拝堂内の「涙の間」でベルゴリオと会い、そこで教皇職を辞任する意思を打ち明ける。衝撃を受けたベルゴリオは、教会の伝統と教皇職の継続性を主張する。ベネディクトは、今は変化が不可欠であると信じ主張する。ベネディクトはベルゴリオが彼の後継者になる可能性があると告げるが、ベルゴリオはアルゼンチンの軍事独裁政権（汚い戦争）時代の自身の行動と不作為の記憶、独裁政権に立ち向かわなかったことを理由に拒否する。ベルゴリオは独裁政権終焉後、アルゼンチンのイエズス会管区長の職務から解任され追放された。教区の司祭として貧しい人々に奉仕し、大司教や枢機卿になった後も人々に寄り添い続けた。
ベネディクトは、ベルゴリオに彼自身が独裁政権の生存者であること、多くの人々を助けていたこと、助けることを選択する自由はしばしば抑制されることを思い出させ、罪の赦しを与える。その後、ベネディクトは司祭による児童性的虐待事件への対応を後悔し告白する。ベルゴリオは教皇に罪の赦しを与え、そして、退位したいという彼の願いを支持する。2人は部屋から出ようとするが、システィーナ礼拝堂には大勢の観光客が入場していた。ベネディクトは皆に挨拶し記念撮影に応じる。ベルゴリオはアルゼンチンに帰国する。
1年後の2013年、教皇ベネディクト16世は退位を発表し、コンクラーベでベルゴリオ枢機卿が教皇（フランシスコ）に選出される。 2014年のサッカー・ワールドカップ、ドイツ対アルゼンチン決勝戦を、2人の教皇は一緒にテレビ観戦をする。

## キャスト
※括弧内は日本語吹き替え
- ベネディクト16世 - アンソニー・ホプキンス（長克巳）

教皇。
- ホルヘ・マリオ・ベルゴリオ枢機卿 - ジョナサン・プライス（小室正幸）
  - 若き日のベルゴリオ - フアン・ミヌヒン（英語版）
- ピーター・タークソン（英語版）枢機卿 - シドニー・コール（楠見尚己）
- フランツ・ジャリックス（英語版） - リサンドロ・フィクス
- エステル・バジェストリーノ - マリア・ウセド
- エンマ・ボニーノ - 本人

## 製作
2017年9月6日、Netflixは監督フェルナンド・メイレレス、脚本アンソニー・マクカーテンによる新作の『The Pope』の製作を開始したと報じられた。アンソニー・ホプキンスとジョナサン・プライスがそれぞれ教皇ベネディクト16世とホルヘ・マリオ・ベルゴリオ枢機卿を演じた。撮影はアルゼンチンで11月に開始されるように設定された。2018年4月8日の時点で、ローマでの撮影が開始されていた。

## 公開
本作は、2019年8月31日のテルライド映画祭で世界初上映された。また、2019年9月9日の第44回トロント国際映画祭でも上映される。その後、2019年11月27日にアメリカ合衆国で、2019年11月29日にイギリスで限定公開され、2019年12月20日にNetflixでストリーミング配信が開始される。

## 史実との違い
史実では、2012年にベネディクト16世とベルゴリオ枢機卿が会って双方の辞任について話した事実はなく、2人が会って話したのは2013年にベルゴリオ枢機卿が教皇になった後のことである。2014年のサッカー・ワールドカップを2人でテレビ観戦したという事実もない。

## 受賞・ノミネート
| 映画賞                                 | 授賞式         | 部門                    | 対象 | 結果       | 出典          |
| -------------------------------------- | -------------- | ----------------------- | --- | ---------- | ------------- |
| 第23回ハリウッド映画賞                 | 2019年11月3日  | 脚本賞                  | アンソニー・マクカーテン                                                                                               | 受賞       | [ 11 ]        |
| 第24回サテライト賞                     | 2019年12月19日 | 作品賞（ドラマ部門）    | 2人のローマ教皇 | ノミネート | [ 12 ] [ 13 ] |
| 第24回サテライト賞                     | 2019年12月19日 | 助演男優賞              | アンソニー・ホプキンス                                                                                                 | ノミネート | [ 12 ] [ 13 ] |
| 第24回サテライト賞                     | 2019年12月19日 | 脚色賞                  | アンソニー・マクカーテン                                                                                               | ノミネート | [ 12 ] [ 13 ] |
| 第24回サテライト賞                     | 2019年12月19日 | 衣装デザイン賞          | ルカ・カンフォラ | ノミネート | [ 12 ] [ 13 ] |
| 第24回サテライト賞                     | 2019年12月19日 | 美術賞                  | - マーク・ティルズリー - サヴェリオ・サンマリ                                                                          | ノミネート | [ 12 ] [ 13 ] |
| 第77回ゴールデングローブ賞             | 2020年1月5日   | 作品賞 (ドラマ部門)     | 2人のローマ教皇 | ノミネート | [ 14 ]        |
| 第77回ゴールデングローブ賞             | 2020年1月5日   | 主演男優賞 (ドラマ部門) | ジョナサン・プライス                                                                                                   | ノミネート | [ 14 ]        |
| 第77回ゴールデングローブ賞             | 2020年1月5日   | 助演男優賞              | アンソニー・ホプキンス                                                                                                 | ノミネート | [ 14 ]        |
| 第77回ゴールデングローブ賞             | 2020年1月5日   | 脚本賞                  | アンソニー・マクカーテン                                                                                               | ノミネート | [ 14 ]        |
| 第25回クリティクス・チョイス・アワード | 2020年1月12日  | 助演男優賞              | アンソニー・ホプキンス                                                                                                 | ノミネート | [ 15 ]        |
| 第25回クリティクス・チョイス・アワード | 2020年1月12日  | 脚本賞                  | アンソニー・マクカーテン                                                                                               | ノミネート | [ 15 ]        |
| 第73回英国アカデミー賞                 | 2020年2月2日   | 英国作品賞              | - フェルナンド・メイレレス - ダン・リン - ジョナサン・アイリッヒ - トレイシー・シーウォード - アンソニー・マッカーテン | ノミネート | [ 16 ]        |
| 第73回英国アカデミー賞                 | 2020年2月2日   | 主演男優賞              | ジョナサン・プライス                                                                                                   | ノミネート | [ 16 ]        |
| 第73回英国アカデミー賞                 | 2020年2月2日   | 助演男優賞              | アンソニー・ホプキンス                                                                                                 | ノミネート | [ 16 ]        |
| 第73回英国アカデミー賞                 | 2020年2月2日   | 脚色賞                  | アンソニー・マクカーテン                                                                                               | ノミネート | [ 16 ]        |
| 第73回英国アカデミー賞                 | 2020年2月2日   | キャスティング賞        | ニナ・ゴールド | ノミネート | [ 16 ]        |
| 第92回アカデミー賞                     | 2020年2月9日   | 主演男優賞              | ジョナサン・プライス                                                                                                   | ノミネート | [ 17 ]        |
| 第92回アカデミー賞                     | 2020年2月9日   | 助演男優賞              | アンソニー・ホプキンス                                                                                                 | ノミネート | [ 17 ]        |
| 第92回アカデミー賞                     | 2020年2月9日   | 脚色賞                  | アンソニー・マクカーテン                                                                                               | ノミネート | [ 17 ]        |